# Anne de Rohan
Anne de Rohan, o Anne de Rohan-Soubise (Mouchamps, 1584 – Parigi, 20 settembre 1646), è stata un'umanista e poetessa francese.

## Vita
Figlia di Catherine de Parthenay e di Renato II di Rohan, che perde quando era ancora in fasce, a lui vengono dedicati particolarmente questi versi che ricordano le arie di Cherubino di Lorenzo da Ponte
| Je ne repose nuit ny jour Je me brusle, je meurs d'amour, Tout me nuit, personne ne m'aide, Ce mal m'oste le jugement, Et plus je cherche de remède Moins je trouve d'allégement: Je suis désespérée, j'enrage; Qui me veult consoler m'outrage; Si je pense à ma guérison, Je frémis en ceste espérance; Je me fâche en ma prison El me plains de ma délivrance. | Sento un affetto pien di desir, Ch'ora è diletto, ch'ora è martir. Gelo e poi sento l'alma avvampar, E in un momento torno a gelar. Ricerco un bene fuori di me, Non so chi'l tiene, non so cos'è. Sospiro e gemo senza voler, Palpito e tremo senza saper. Non trovo pace notte né dì, Ma pur mi piace languir così. |

Dovremo essere sorpresi da queste somiglianze in un periodo in cui il plagio era ammesso?
Leggeva correntemente latino, greco ed ebraico e non ha mai letto la Bibbia se non nel testo di un messale scritto in quella lingua. Ha sofferto con sua madre l'assedio di La Rochelle del 1628, dove, dicono, si nutre di quattro once di pane e di carne di cavallo. Nel 1631, alla morte di sua madre, Anne de Rohan scrive una consolazione dove racconta la vita di colei che è stata la sua maestra e senza dubbio la sua migliore amica.
Aveva per fratelli Enrico II di Rohan e Beniamino di Rohan, duca di Soubise e per sorelle, Catherine Rohan, sposata per poco al principe Palatino duca di Deux Ponts Giovanni II di Baviera, e Henriette de Rohan, loro sorella maggiore, della quale Gédéon Tallemant des Réaux ha immortalato lo spirito e la sua passione saffica per Catherine de Mayenne, Madame de Nevers.
Essa declama, quattro anni dopo la morte di Henriette, la passione di sua sorella in questi termini: 
Questi versi gli varranno per ricompensa gli elogi di Théophile de Viau. Lui stesso, libertino ed omosessuale, aveva composto le sue lodi verso Henriette de Rohan alla morte della duchessa de Nevers.

### Genealogia della famiglia Rohan-Parthenay
|  |  |  |  |                                                                |                                                                |                                                                |                                                                | Giovanni V di Parthenay-l'archevêque Signore di Mouchamps (Les Herbiers) detto Soubise (1512-1561) | Giovanni V di Parthenay-l'archevêque Signore di Mouchamps (Les Herbiers) detto Soubise (1512-1561) | Giovanni V di Parthenay-l'archevêque Signore di Mouchamps (Les Herbiers) detto Soubise (1512-1561) | Giovanni V di Parthenay-l'archevêque Signore di Mouchamps (Les Herbiers) detto Soubise (1512-1561) | Giovanni V di Parthenay-l'archevêque Signore di Mouchamps (Les Herbiers) detto Soubise (1512-1561) | Giovanni V di Parthenay-l'archevêque Signore di Mouchamps (Les Herbiers) detto Soubise (1512-1561) |                                                                                           |                                                                                           | Antoinette Bouchard d'Aubeterre (1535-1580) Douairière di Soubise                         | Antoinette Bouchard d'Aubeterre (1535-1580) Douairière di Soubise                         | Antoinette Bouchard d'Aubeterre (1535-1580) Douairière di Soubise | Antoinette Bouchard d'Aubeterre (1535-1580) Douairière di Soubise | Antoinette Bouchard d'Aubeterre (1535-1580) Douairière di Soubise     | Antoinette Bouchard d'Aubeterre (1535-1580) Douairière di Soubise     |                                                                       |                                                                       |                                                                       |                                                                       | Isabelle d'Albret (1513-verso il 1570) zia di Giovanna d'Albret (regina di Navarra) | Isabelle d'Albret (1513-verso il 1570) zia di Giovanna d'Albret (regina di Navarra) | Isabelle d'Albret (1513-verso il 1570) zia di Giovanna d'Albret (regina di Navarra) | Isabelle d'Albret (1513-verso il 1570) zia di Giovanna d'Albret (regina di Navarra) | Isabelle d'Albret (1513-verso il 1570) zia di Giovanna d'Albret (regina di Navarra) | Isabelle d'Albret (1513-verso il 1570) zia di Giovanna d'Albret (regina di Navarra) |                                                                 |                                                                 | Renato I di Rohan Visconte di Rohan (1516-1551)                 | Renato I di Rohan Visconte di Rohan (1516-1551)                 | Renato I di Rohan Visconte di Rohan (1516-1551) | Renato I di Rohan Visconte di Rohan (1516-1551) | Renato I di Rohan Visconte di Rohan (1516-1551) | Renato I di Rohan Visconte di Rohan (1516-1551) |                                                 |                                                 |                                    |                                    |                                                       |                                                       |                                                       |                                                       |                                                       |                                                       |  |  |  |  |  |  |  |  |  |  |  |  |  |  |
|  |  |  |  |                                                                |                                                                |                                                                |                                                                | Giovanni V di Parthenay-l'archevêque Signore di Mouchamps (Les Herbiers) detto Soubise (1512-1561) | Giovanni V di Parthenay-l'archevêque Signore di Mouchamps (Les Herbiers) detto Soubise (1512-1561) | Giovanni V di Parthenay-l'archevêque Signore di Mouchamps (Les Herbiers) detto Soubise (1512-1561) | Giovanni V di Parthenay-l'archevêque Signore di Mouchamps (Les Herbiers) detto Soubise (1512-1561) | Giovanni V di Parthenay-l'archevêque Signore di Mouchamps (Les Herbiers) detto Soubise (1512-1561) | Giovanni V di Parthenay-l'archevêque Signore di Mouchamps (Les Herbiers) detto Soubise (1512-1561) |                                                                                           |                                                                                           | Antoinette Bouchard d'Aubeterre (1535-1580) Douairière di Soubise                         | Antoinette Bouchard d'Aubeterre (1535-1580) Douairière di Soubise                         | Antoinette Bouchard d'Aubeterre (1535-1580) Douairière di Soubise | Antoinette Bouchard d'Aubeterre (1535-1580) Douairière di Soubise | Antoinette Bouchard d'Aubeterre (1535-1580) Douairière di Soubise     | Antoinette Bouchard d'Aubeterre (1535-1580) Douairière di Soubise     |                                                                       |                                                                       |                                                                       |                                                                       | Isabelle d'Albret (1513-verso il 1570) zia di Giovanna d'Albret (regina di Navarra) | Isabelle d'Albret (1513-verso il 1570) zia di Giovanna d'Albret (regina di Navarra) | Isabelle d'Albret (1513-verso il 1570) zia di Giovanna d'Albret (regina di Navarra) | Isabelle d'Albret (1513-verso il 1570) zia di Giovanna d'Albret (regina di Navarra) | Isabelle d'Albret (1513-verso il 1570) zia di Giovanna d'Albret (regina di Navarra) | Isabelle d'Albret (1513-verso il 1570) zia di Giovanna d'Albret (regina di Navarra) |                                                                 |                                                                 | Renato I di Rohan Visconte di Rohan (1516-1551)                 | Renato I di Rohan Visconte di Rohan (1516-1551)                 | Renato I di Rohan Visconte di Rohan (1516-1551) | Renato I di Rohan Visconte di Rohan (1516-1551) | Renato I di Rohan Visconte di Rohan (1516-1551) | Renato I di Rohan Visconte di Rohan (1516-1551) |                                                 |                                                 |                                    |                                    |                                                       |                                                       |                                                       |                                                       |                                                       |                                                       |  |  |  |  |  |  |  |  |  |  |  |  |  |  |
|  |  |  |  |                                                                |                                                                |                                                                |                                                                | | | | | | |                                                                                           |                                                                                           |                                                                                           |                                                                                           |                                                                   |                                                                   |                                                                       |                                                                       |                                                                       |                                                                       |                                                                       |                                                                       |                                                                                     |                                                                                     |                                                                                     |                                                                                     |                                                                                     |                                                                                     |                                                                 |                                                                 |                                                                 |                                                                 |                                                 |                                                 |                                                 |                                                 |                                                 |                                                 |                                    |                                    |                                                       |                                                       |                                                       |                                                       |                                                       |                                                       |  |  |  |  |  |  |  |  |  |  |  |  |  |  |
|  |  |  |  |                                                                |                                                                |                                                                |                                                                | | | | | | |                                                                                           |                                                                                           |                                                                                           |                                                                                           |                                                                   |                                                                   |                                                                       |                                                                       |                                                                       |                                                                       |                                                                       |                                                                       |                                                                                     |                                                                                     |                                                                                     |                                                                                     |                                                                                     |                                                                                     |                                                                 |                                                                 |                                                                 |                                                                 |                                                 |                                                 |                                                 |                                                 |                                                 |                                                 |                                    |                                    |                                                       |                                                       |                                                       |                                                       |                                                       |                                                       |  |  |  |  |  |  |  |  |  |  |  |  |  |  |
|  |  |  |  | Charles de Quellenec Barone di Pont, detto Soubise (1548-1572) | Charles de Quellenec Barone di Pont, detto Soubise (1548-1572) | Charles de Quellenec Barone di Pont, detto Soubise (1548-1572) | Charles de Quellenec Barone di Pont, detto Soubise (1548-1572) | Charles de Quellenec Barone di Pont, detto Soubise (1548-1572)                                     | Charles de Quellenec Barone di Pont, detto Soubise (1548-1572)                                     | | | Catherine de Parthenay Signora di Soubise Madre dei Rohan Douairière di Rohan (1554-1631)          | Catherine de Parthenay Signora di Soubise Madre dei Rohan Douairière di Rohan (1554-1631)          | Catherine de Parthenay Signora di Soubise Madre dei Rohan Douairière di Rohan (1554-1631) | Catherine de Parthenay Signora di Soubise Madre dei Rohan Douairière di Rohan (1554-1631) | Catherine de Parthenay Signora di Soubise Madre dei Rohan Douairière di Rohan (1554-1631) | Catherine de Parthenay Signora di Soubise Madre dei Rohan Douairière di Rohan (1554-1631) |                                                                   |                                                                   | Renato II detto Pontivy, poi Frontenay, Visconte di Rohan (1550-1585) | Renato II detto Pontivy, poi Frontenay, Visconte di Rohan (1550-1585) | Renato II detto Pontivy, poi Frontenay, Visconte di Rohan (1550-1585) | Renato II detto Pontivy, poi Frontenay, Visconte di Rohan (1550-1585) | Renato II detto Pontivy, poi Frontenay, Visconte di Rohan (1550-1585) | Renato II detto Pontivy, poi Frontenay, Visconte di Rohan (1550-1585) |                                                                                     |                                                                                     | Jean detto Frontenay (?-morto nel 1574)                                             | Jean detto Frontenay (?-morto nel 1574)                                             | Jean detto Frontenay (?-morto nel 1574)                                             | Jean detto Frontenay (?-morto nel 1574)                                             | Jean detto Frontenay (?-morto nel 1574)                         | Jean detto Frontenay (?-morto nel 1574)                         |                                                                 |                                                                 | Enrico I di Rohan Visconte di Rohan (1535-1575) | Enrico I di Rohan Visconte di Rohan (1535-1575) | Enrico I di Rohan Visconte di Rohan (1535-1575) | Enrico I di Rohan Visconte di Rohan (1535-1575) | Enrico I di Rohan Visconte di Rohan (1535-1575) | Enrico I di Rohan Visconte di Rohan (1535-1575) |                                    |                                    | Françoise de Rohan Signora della Garnache (1540-1590) | Françoise de Rohan Signora della Garnache (1540-1590) | Françoise de Rohan Signora della Garnache (1540-1590) | Françoise de Rohan Signora della Garnache (1540-1590) | Françoise de Rohan Signora della Garnache (1540-1590) | Françoise de Rohan Signora della Garnache (1540-1590) |  |  |  |  |  |  |  |  |  |  |  |  |  |  |
|  |  |  |  | Charles de Quellenec Barone di Pont, detto Soubise (1548-1572) | Charles de Quellenec Barone di Pont, detto Soubise (1548-1572) | Charles de Quellenec Barone di Pont, detto Soubise (1548-1572) | Charles de Quellenec Barone di Pont, detto Soubise (1548-1572) | Charles de Quellenec Barone di Pont, detto Soubise (1548-1572)                                     | Charles de Quellenec Barone di Pont, detto Soubise (1548-1572)                                     | | | Catherine de Parthenay Signora di Soubise Madre dei Rohan Douairière di Rohan (1554-1631)          | Catherine de Parthenay Signora di Soubise Madre dei Rohan Douairière di Rohan (1554-1631)          | Catherine de Parthenay Signora di Soubise Madre dei Rohan Douairière di Rohan (1554-1631) | Catherine de Parthenay Signora di Soubise Madre dei Rohan Douairière di Rohan (1554-1631) | Catherine de Parthenay Signora di Soubise Madre dei Rohan Douairière di Rohan (1554-1631) | Catherine de Parthenay Signora di Soubise Madre dei Rohan Douairière di Rohan (1554-1631) |                                                                   |                                                                   | Renato II detto Pontivy, poi Frontenay, Visconte di Rohan (1550-1585) | Renato II detto Pontivy, poi Frontenay, Visconte di Rohan (1550-1585) | Renato II detto Pontivy, poi Frontenay, Visconte di Rohan (1550-1585) | Renato II detto Pontivy, poi Frontenay, Visconte di Rohan (1550-1585) | Renato II detto Pontivy, poi Frontenay, Visconte di Rohan (1550-1585) | Renato II detto Pontivy, poi Frontenay, Visconte di Rohan (1550-1585) |                                                                                     |                                                                                     | Jean detto Frontenay (?-morto nel 1574)                                             | Jean detto Frontenay (?-morto nel 1574)                                             | Jean detto Frontenay (?-morto nel 1574)                                             | Jean detto Frontenay (?-morto nel 1574)                                             | Jean detto Frontenay (?-morto nel 1574)                         | Jean detto Frontenay (?-morto nel 1574)                         |                                                                 |                                                                 | Enrico I di Rohan Visconte di Rohan (1535-1575) | Enrico I di Rohan Visconte di Rohan (1535-1575) | Enrico I di Rohan Visconte di Rohan (1535-1575) | Enrico I di Rohan Visconte di Rohan (1535-1575) | Enrico I di Rohan Visconte di Rohan (1535-1575) | Enrico I di Rohan Visconte di Rohan (1535-1575) |                                    |                                    | Françoise de Rohan Signora della Garnache (1540-1590) | Françoise de Rohan Signora della Garnache (1540-1590) | Françoise de Rohan Signora della Garnache (1540-1590) | Françoise de Rohan Signora della Garnache (1540-1590) | Françoise de Rohan Signora della Garnache (1540-1590) | Françoise de Rohan Signora della Garnache (1540-1590) |  |  |  |  |  |  |  |  |  |  |  |  |  |  |
|  |  |  |  |                                                                |                                                                |                                                                |                                                                | | | | | | |                                                                                           |                                                                                           |                                                                                           |                                                                                           |                                                                   |                                                                   |                                                                       |                                                                       |                                                                       |                                                                       |                                                                       |                                                                       |                                                                                     |                                                                                     |                                                                                     |                                                                                     |                                                                                     |                                                                                     |                                                                 |                                                                 |                                                                 |                                                                 |                                                 |                                                 |                                                 |                                                 |                                                 |                                                 |                                    |                                    |                                                       |                                                       |                                                       |                                                       |                                                       |                                                       |  |  |  |  |  |  |  |  |  |  |  |  |  |  |
|  |  |  |  |                                                                |                                                                |                                                                |                                                                | | | | | | |                                                                                           |                                                                                           |                                                                                           |                                                                                           |                                                                   |                                                                   |                                                                       |                                                                       |                                                                       |                                                                       |                                                                       |                                                                       |                                                                                     |                                                                                     |                                                                                     |                                                                                     |                                                                                     |                                                                                     |                                                                 |                                                                 |                                                                 |                                                                 |                                                 |                                                 |                                                 |                                                 |                                                 |                                                 |                                    |                                    |                                                       |                                                       |                                                       |                                                       |                                                       |                                                       |  |  |  |  |  |  |  |  |  |  |  |  |  |  |
|  |  |  |  |                                                                |                                                                | Enrico II di Rohan Visconte e I duca dopo il 1604 (1579-1638)  | Enrico II di Rohan Visconte e I duca dopo il 1604 (1579-1638)  | Enrico II di Rohan Visconte e I duca dopo il 1604 (1579-1638)                                      | Enrico II di Rohan Visconte e I duca dopo il 1604 (1579-1638)                                      | Enrico II di Rohan Visconte e I duca dopo il 1604 (1579-1638)                                      | Enrico II di Rohan Visconte e I duca dopo il 1604 (1579-1638)                                      | | | Beniamino di Rohan Duca di Soubise (1583-1642)                                            | Beniamino di Rohan Duca di Soubise (1583-1642)                                            | Beniamino di Rohan Duca di Soubise (1583-1642)                                            | Beniamino di Rohan Duca di Soubise (1583-1642)                                            | Beniamino di Rohan Duca di Soubise (1583-1642)                    | Beniamino di Rohan Duca di Soubise (1583-1642)                    |                                                                       |                                                                       | Henriette de Rohan detta la Bossue (la gobba) (1577-1624)             | Henriette de Rohan detta la Bossue (la gobba) (1577-1624)             | Henriette de Rohan detta la Bossue (la gobba) (1577-1624)             | Henriette de Rohan detta la Bossue (la gobba) (1577-1624)             | Henriette de Rohan detta la Bossue (la gobba) (1577-1624)                           | Henriette de Rohan detta la Bossue (la gobba) (1577-1624)                           |                                                                                     |                                                                                     | Catherine de Rohan sposata a Giovanni II di Baviera (1580-1607)                     | Catherine de Rohan sposata a Giovanni II di Baviera (1580-1607)                     | Catherine de Rohan sposata a Giovanni II di Baviera (1580-1607) | Catherine de Rohan sposata a Giovanni II di Baviera (1580-1607) | Catherine de Rohan sposata a Giovanni II di Baviera (1580-1607) | Catherine de Rohan sposata a Giovanni II di Baviera (1580-1607) |                                                 |                                                 | Anne de Rohan poetessa (1584-1646)              | Anne de Rohan poetessa (1584-1646)              | Anne de Rohan poetessa (1584-1646)              | Anne de Rohan poetessa (1584-1646)              | Anne de Rohan poetessa (1584-1646) | Anne de Rohan poetessa (1584-1646) |                                                       |                                                       |                                                       |                                                       |                                                       |                                                       |  |  |  |  |  |  |  |  |  |  |  |  |  |  |

## Ascendenza
|                                         |                                          |                                           | Genitori                                      |  |  | Nonni |  |  | Bisnonni                                 |  |  | Trisnonni                         |  |
|                                         |                                          |                                           |                                               |  |  |       |  |  | Pierre II de Rohan, signore di Frontenay |  |  | Pierre I de Rohan, signore di Gié |  |
|                                         |                                          |                                           |                                               |  |  |       |  |  | Pierre II de Rohan, signore di Frontenay |  |  | Pierre I de Rohan, signore di Gié |  |
|                                         |                                          | Françoise de Penhoët                      |                                               |  |  |       |  |  | Pierre II de Rohan, signore di Frontenay |  |  |                                   |  |
| René I, visconte di Rohan               |                                          |                                           |                                               |  |  |       |  |  | Pierre II de Rohan, signore di Frontenay |  |  |                                   |  |
|                                         |                                          | Anne de Rohan                             | Jean II, visconte di Rohan                    |  |  |       |  |  |                                          |  |  |                                   |  |
|                                         |                                          | Anne de Rohan                             | Jean II, visconte di Rohan                    |  |  |       |  |  |                                          |  |  |                                   |  |
|                                         |                                          | Anne de Rohan                             | Marie de Bretagne                             |  |  |       |  |  |                                          |  |  |                                   |  |
| René II, visconte di Rohan              |                                          | Anne de Rohan                             |                                               |  |  |       |  |  |                                          |  |  |                                   |  |
|                                         |                                          | Jean II d'Albret, conte di Périgord       | Alain I, signore d'Albret                     |  |  |       |  |  |                                          |  |  |                                   |  |
|                                         |                                          | Jean II d'Albret, conte di Périgord       | Alain I, signore d'Albret                     |  |  |       |  |  |                                          |  |  |                                   |  |
|                                         |                                          | Jean II d'Albret, conte di Périgord       | Françoise de Châtillon, contessa di Périgord  |  |  |       |  |  |                                          |  |  |                                   |  |
| Isabeau de Navarre                      |                                          | Jean II d'Albret, conte di Périgord       |                                               |  |  |       |  |  |                                          |  |  |                                   |  |
|                                         |                                          | Catherine, regina di Navarra              | Gaston de Foix, principe di Viana             |  |  |       |  |  |                                          |  |  |                                   |  |
|                                         |                                          | Catherine, regina di Navarra              | Gaston de Foix, principe di Viana             |  |  |       |  |  |                                          |  |  |                                   |  |
|                                         |                                          | Catherine, regina di Navarra              | Madeleine de France                           |  |  |       |  |  |                                          |  |  |                                   |  |
| Anne de Rohan                           |                                          | Catherine, regina di Navarra              |                                               |  |  |       |  |  |                                          |  |  |                                   |  |
|                                         | Jean IV de Parthenay, signore di Soubise | Jean III de Parthenay, barone di Soubise  |                                               |  |  |       |  |  |                                          |  |  |                                   |  |
|                                         | Jean IV de Parthenay, signore di Soubise | Jean III de Parthenay, barone di Soubise  |                                               |  |  |       |  |  |                                          |  |  |                                   |  |
|                                         | Jean IV de Parthenay, signore di Soubise | Marie d'Etampes                           |                                               |  |  |       |  |  |                                          |  |  |                                   |  |
| Jean V de Parthenay, signore di Soubise | Jean IV de Parthenay, signore di Soubise |                                           |                                               |  |  |       |  |  |                                          |  |  |                                   |  |
|                                         |                                          | Michelle de Saubonne                      | Denis de Sanbonne, signore di Fresnes-Coudray |  |  |       |  |  |                                          |  |  |                                   |  |
|                                         |                                          | Michelle de Saubonne                      | Denis de Sanbonne, signore di Fresnes-Coudray |  |  |       |  |  |                                          |  |  |                                   |  |
|                                         |                                          | Michelle de Saubonne                      | Blanche de Fontenaye                          |  |  |       |  |  |                                          |  |  |                                   |  |
| Catherine de Parthenay                  |                                          | Michelle de Saubonne                      |                                               |  |  |       |  |  |                                          |  |  |                                   |  |
|                                         |                                          | François II Bouchard, signore d'Aubeterre | Louis Bouchard, signore d'Aubeterre           |  |  |       |  |  |                                          |  |  |                                   |  |
|                                         |                                          | François II Bouchard, signore d'Aubeterre | Louis Bouchard, signore d'Aubeterre           |  |  |       |  |  |                                          |  |  |                                   |  |
|                                         |                                          | François II Bouchard, signore d'Aubeterre | Marguerite de Mareuil                         |  |  |       |  |  |                                          |  |  |                                   |  |
| Antoinette Bouchard d'Aubeterre         |                                          | François II Bouchard, signore d'Aubeterre |                                               |  |  |       |  |  |                                          |  |  |                                   |  |
|                                         |                                          | Isabelle de Saint-Seine                   | Charles de Saint-Seine                        |  |  |       |  |  |                                          |  |  |                                   |  |
|                                         |                                          | Isabelle de Saint-Seine                   | Charles de Saint-Seine                        |  |  |       |  |  |                                          |  |  |                                   |  |
|                                         |                                          | Isabelle de Saint-Seine                   | Huguette de Vuillafanes                       |  |  |       |  |  |                                          |  |  |                                   |  |
|                                         |                                          | Isabelle de Saint-Seine                   |                                               |  |  |       |  |  |                                          |  |  |                                   |  |